# Henrique Matos
Henrique Matos (18 iulie 1961, portugheză Henrique José Teixeira Matos), este un pictor Portughez.

## Biografie
Henrique Matos s-a născut în anul 1961 în Porto. După terminarea liceului în Scoala de Arte Decorative Soares dos Reis, a participat la Academia de Belle-Arte din Porto, curs de pictură.

Ultima sa etapă de pictură se potrivește stilului de Op-art, influentat de artisti, cum ar fi Escher, Jesus Rafael Soto, Victor Vasarely și Bridget Riley.

Henrique Matos afara pictură este dedicat ca tineri, fotografii istorice, imagini arheologice, artistice și politice, publicate de cărți în Portugalia, Italia și Brasil.  
     

## Galerie

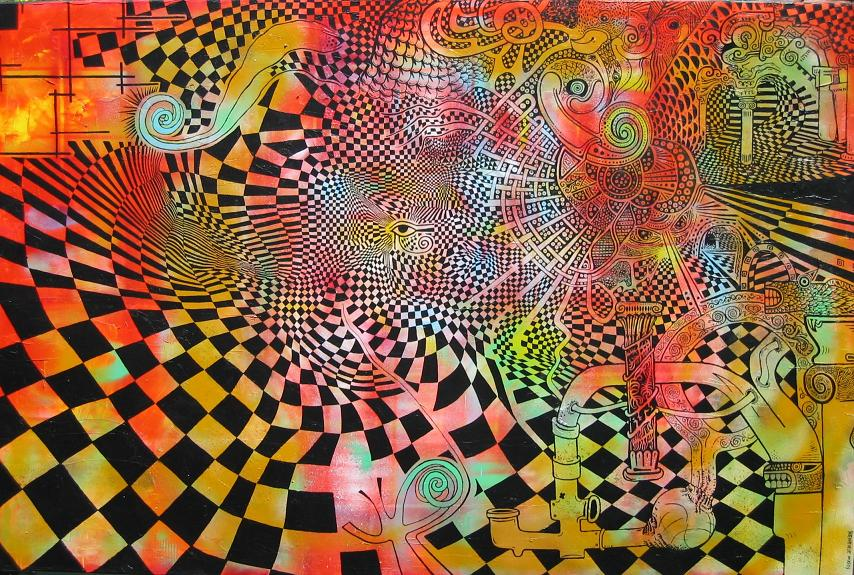
Voiaj cosmic, 2001
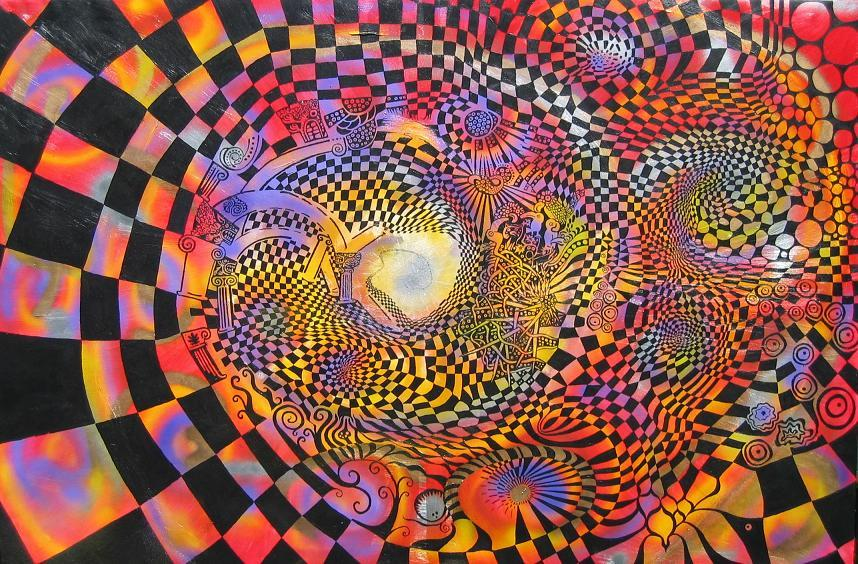
Cosmos, 2001
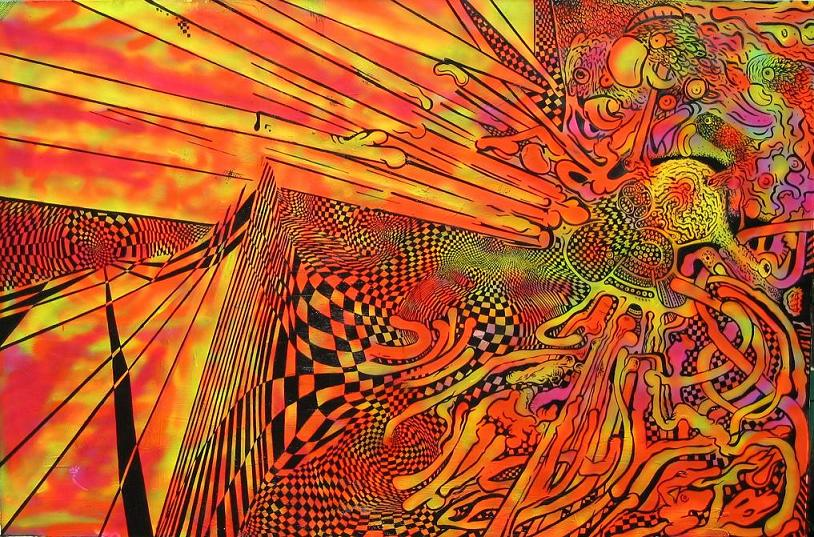
Reacție cosmic, 2003
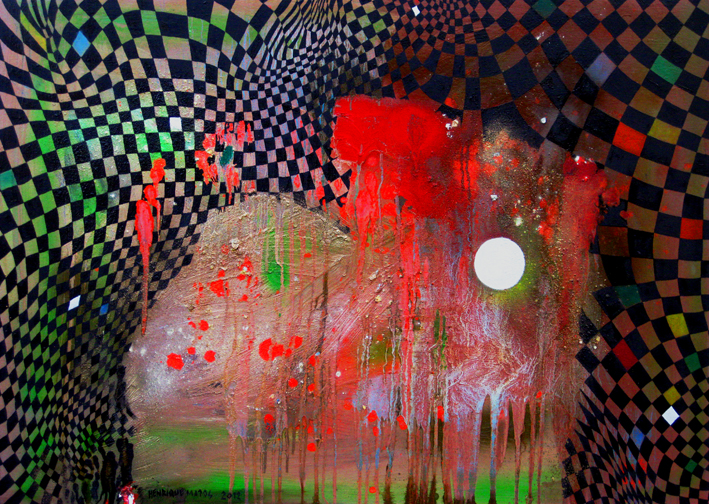
Mișcare optică II, 2012

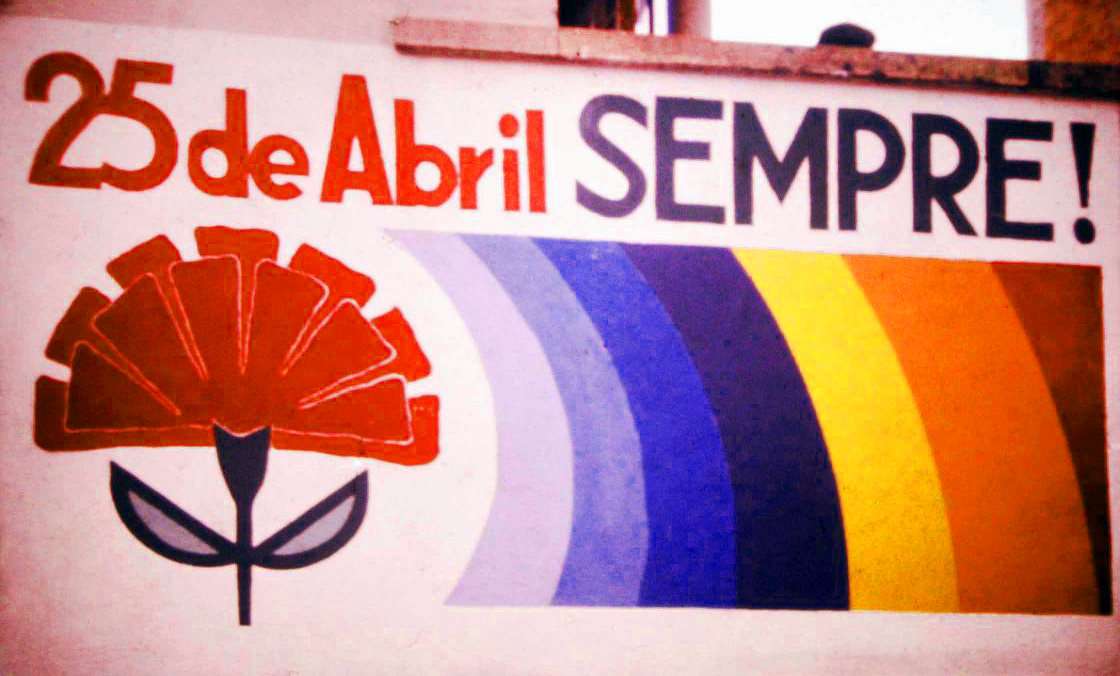
Revoluția Garoafelor, 1978
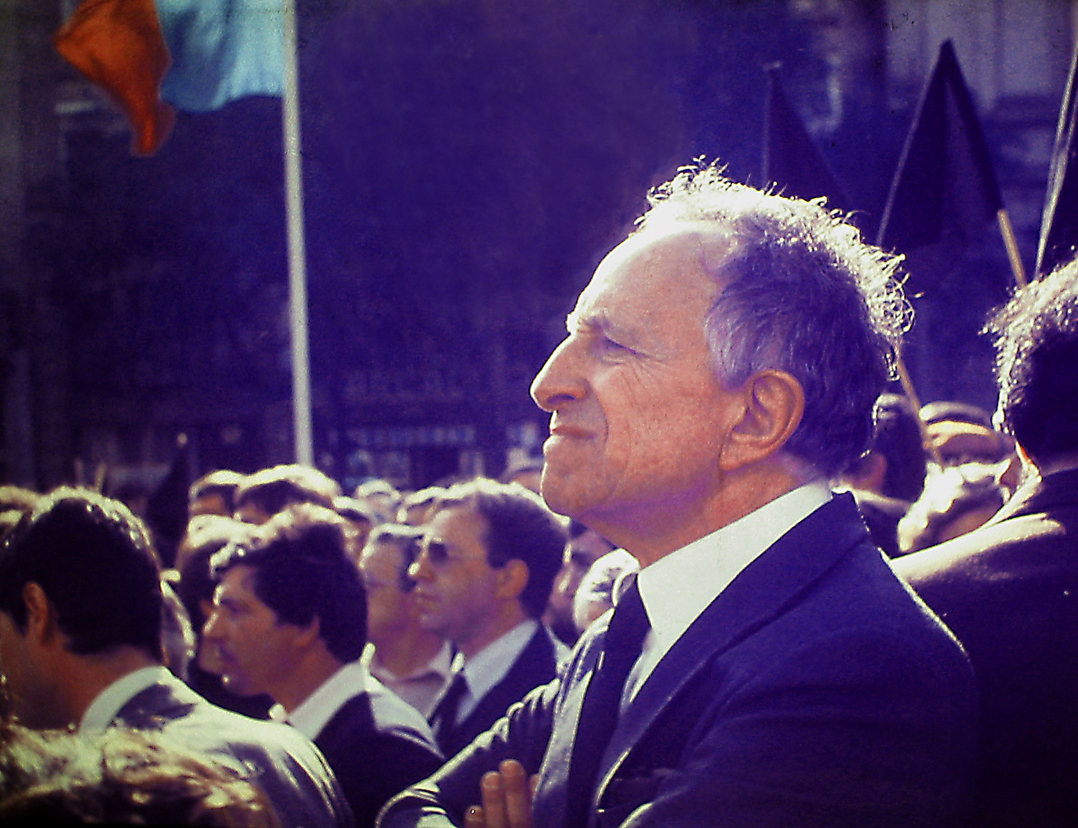
Vasco Gonçalves, 1982
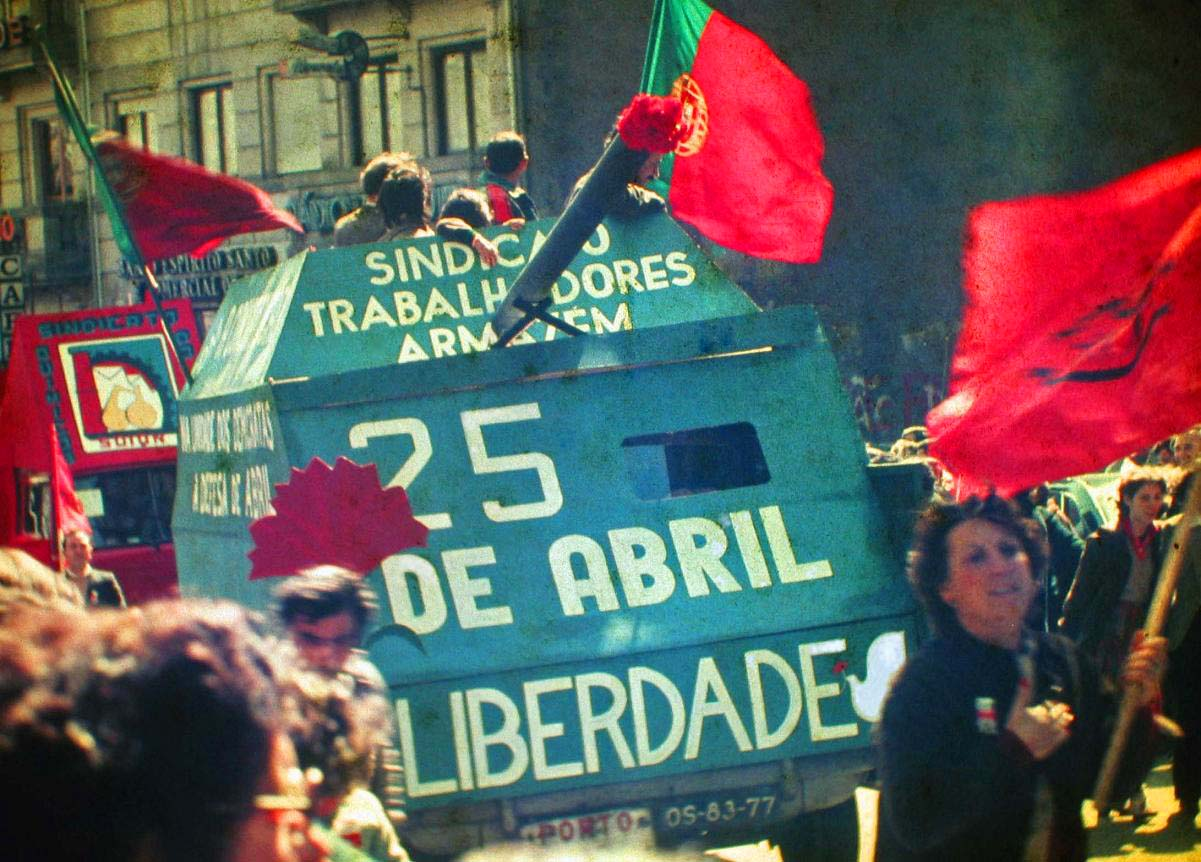
25 aprilie, 1983
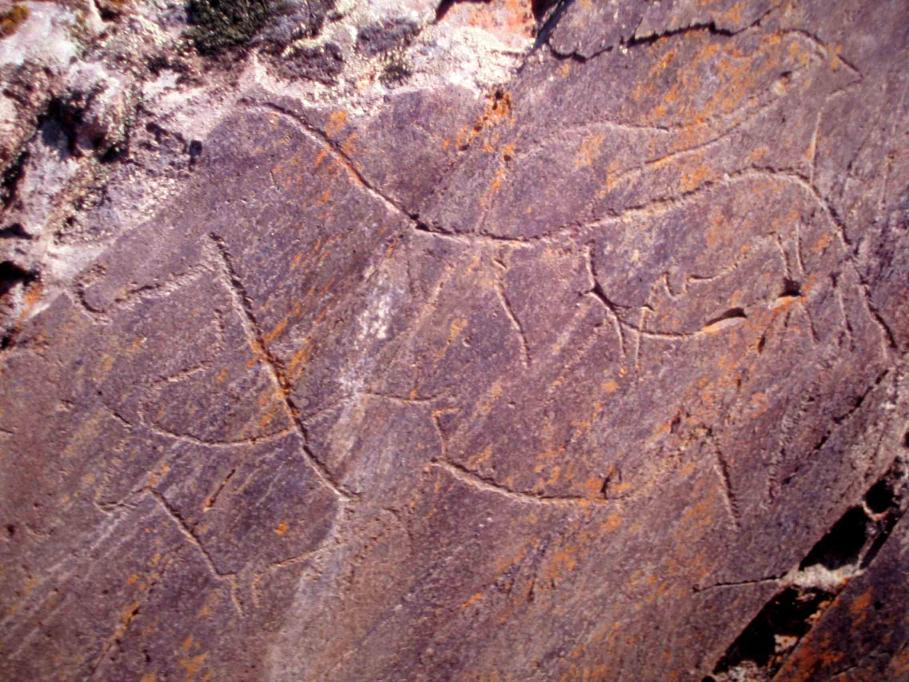
Vila Nova de Foz Côa, 2008